# Оквелогу, Нваннека
Нваннека Марияученна «Никки» Оквелогу (англ. Nwanneka Mariauchenna "Nikki" Okwelogu; род. 5 мая 1995, Лагос, Лагос) — нигерийская легкоатлетка, специалистка по метанию диска и толканию ядра. Выступала за сборную Нигерии по лёгкой атлетике в середине 2010-х годов, чемпионка Африки, чемпионка нигерийского национального первенства, участница летних Олимпийских игр в Рио-де-Жанейро.

## Биография
Нваннека Оквелогу родилась 5 мая 1995 года в Лагосе, Нигерия. Детство провела в США в городе Фресно, штат Калифорния, училась в местной старшей школе Clovis West High School — здесь начала заниматься лёгкой атлетикой, метанием диска и толканием ядра.
В 2013 году поступила в Гарвардский университет, где сразу же присоединилась в местной легкоатлетической команде «Гарвард Кримсон». Уже на первом курсе университета установила рекорд Лиги плюща в метании диска, показав результат 53,31 метра, стала рекордсменкой учебного заведения в толкании ядра с результатом 16,05 метра.
Первого серьёзного успеха на взрослом международном уровне добилась в сезоне 2014 года, когда впервые победила в зачёте нигерийского национального первенства, вошла в основной состав нигерийской национальной сборной и побывала на чемпионате Африки в Марракеше, откуда привезла награду серебряного достоинства, выигранную в метании диска — в финале уступила только соотечественнице Чинве Окоро. При этом в толкании ядра стала четвёртой, немного не дотянув до призовых позиций. Помимо этого, отметилась выступлением на юниорском чемпионате мира в Юджине, стартовала на Играх Содружества в Глазго, где заняла в толкании ядра девятое место.
В 2015 году успешно выступала на различных студенческих соревнованиях, в частности в первом дивизионе Национальной ассоциации студенческого спорта, значительно улучшив свои показатели.
На чемпионате Африки 2016 года в Дурбане дважды поднималась на пьедестал почёта, выиграла золото среди метательниц диска и серебро среди толкательниц ядра. Благодаря череде удачных выступлений удостоилась права защищать честь страны на летних Олимпийских играх в Рио-де-Жанейро — участвовала здесь в программе женского толкания ядра, на предварительном этапе показала результат 16,67 метра и не смогла пройти в финальную стадию соревнований.